# Franse Oost-Indische Compagnie

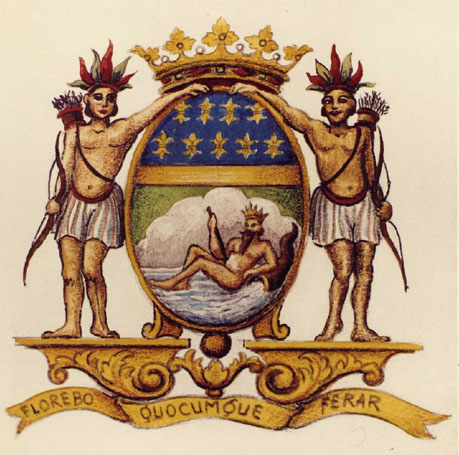
Wapen van de Franse Oost-Indische Compagnie

De Franse Oost-Indische Compagnie (Frans: Compagnie française des Indes Orientales) was een commerciële onderneming die werd gesticht in 1664, als tegenhanger van de Nederlandse en Britse Oost-Indische Compagnieën.

## Oprichting
Al vanaf 1607 was de koning van Frankrijk, Hendrik IV, met serieuze plannen bezig om tot de oprichting van een Franse Oost-Indische Compagnie te komen. Hierbij fungeerde Isaac le Maire als adviseur. Alle pogingen mislukten echter.
In 1664 zette Jean-Baptiste Colbert, hierin gesteund door koning Lodewijk XIV, een nieuw compagnieplan op waarbij François Caron als directeur werd aangeworven. De nieuw opgerichte compagnie slaagde er niet in om een kolonie op Madagaskar te stichten, maar vestigde zich wel in havens op de nabijgelegen eilanden Bourbon en Île-de-France (tegenwoordig Réunion en Mauritius).

## Geschiedenis
Tegen het jaar 1719 had de Franse Oost-Indische Compagnie zich gevestigd in India, maar ze verkeerde op de rand van bankroet. In datzelfde jaar werd ze onder John Law gecombineerd met de Senegal-Compagnie, de Madagascar-Compagnie en de Louisiana-Compagnie tot de Compagnie Perpétuelle des Indes. Ze behield haar onafhankelijkheid tot 1723 en ging ook deelnemen aan de driehoekshandel, de transatlantische slavenhandel.
Met de neergang van het Mogolrijk besloten de Fransen in te grijpen in de binnenlandse politiek van India om hun belangen te verdedigen. Hiertoe sloten ze allianties met lokale heersers in het zuiden van het Indiase schiereiland.
Vanaf 1741 voerden de Fransen onder Joseph François Dupleix een agressieve politiek tegen zowel de Indiërs als de Engelsen, totdat ze uiteindelijk in de Carnatische oorlogen werden verslagen door Robert Clive.
De Compagnie bleek niet in staat te zijn zichzelf financieel in stand te houden. Ze werd in 1769 opgeheven, slechts twintig jaar voor het begin van de Franse Revolutie.

## Nasleep
Enkele kleinere Franse koloniën in het Aziatisch gebied, vooral aan de Indiase en Zuid-Chinese kust, verenigden zich in de Unie van Indochina. Later vielen deze gebieden uiteen in de huidige staten Cambodja, Laos en Vietnam.
Na die tijd bleven verschillende Indiase handelshavens, waaronder Pondicherry en Chandernagore, onder Frans bestuur totdat ze in 1954 bij de jonge staat India werden gevoegd.